# 連珠絨蘭
連珠絨蘭（学名：Eria japonica）为蘭科絨蘭屬下的一个种。